# Бодеєштій-де-Сус
Бодеєштій-де-Сус (рум. Bodăieștii de Sus) — село у повіті Долж в Румунії. Входить до складу комуни Мелінешть.
Село розташоване на відстані 194 км на захід від Бухареста, 30 км на північний захід від Крайови.

## Населення
За даними перепису населення 2002 року у селі проживали 367 осіб, усі — румуни. Усі жителі села рідною мовою назвали румунську.